# Verdicchio dei Castelli di Jesi spumante
Le Verdicchio dei Castelli di Jesi spumante est un vin effervescent blanc italien de la région Marches doté d'une appellation DOC depuis le 11 août 1968. Seuls ont droit à la DOC les vins blancs récoltés à l'intérieur de l'aire de production définie par le décret. 

## Aire de production
Les vignobles autorisés se situent dans les provinces d'Ancône et de Macerata dans les communes de Apiro, Belvedere Ostrense, Castelbellino, Castelplanio, Cupramontana, Maiolati Spontini, Mergo, Montecarotto, Monte Roberto, Morro d'Alba, Poggio San Marcello, Rosora, San Marcello, San Paolo di Jesi, Serra de' Conti, Staffolo ainsi qu'en partie dans les communes de Arcevia et Serra San Quirico. 
Cette zone appelée « classico » se trouve près de la rivière Esino. Sans disposer du label « classico », les vignobles des communes Barbara, Castel Colonna, Castelleone di Suasa, Corinaldo, Monterado, Ostra, Ostra Vetere et Ripe sont également autorisés.
L’appellation se situe au sud du vignoble Lacrima di Morro d'Alba (it).

## Caractéristiques organoleptiques
- couleur : jaune paille
- odeur : caractéristique, délicat, frais
- saveur : sec, frais, légèrement amer

Le Verdicchio dei Castelli di Jesi spumante se déguste à une température comprise entre 6 et 7 °C. Il se gardera 1 à 2 ans mais il se boit jeune.

## Production
Province, saison, volume en hectolitres :
- pas de données disponibles